# Max Marty
Max Marty es un empresario basado en Silicon Valley, quien cofundó el proyecto de incubadora de empresas Blueseed con Dario Mutabdzija y Dan Dascalescu. Previamente fue Director de Estrategia de Negocios en The Seasteading Institute. Su postura política es el minarquismo.

## Biografía
Marty nació en Florida hijo de refugiados políticos Cubanos. Se graduó en el Muhlenberg College con una Licenciatura en Economía Política Global y Filosofía. Después, obtuvo una Maestría en la Universidad de Miami.

## Blueseed
Blueseed es una empresa y proyecto de comunidad que Marty cofundó en julio de 2011 con su colega Dario Mutabdzija del Seasteading Institute y embajador de seasteading Dan Dascalescu. El proyecto se prepara para lanzar su barco cerca de Silicon Valley que servirá como comunidad startup e encubadora sin requerimientos de Visas de trabajo de Estados Unidos. La plataforma se prepara para ofrecer espacios de oficina y residenciales, conectividad internet de banda ancha y servicio de transbordador a la costa. La existencia de este proyecto es debido a la falta de visas de EE. UU. para empresarios. En vez de esto, los clientes utilizarán una visa de EE. UU. tipo B para viajar al continente, mientras que el trabajo será hecho exclusivamente en el barco.
El 31 de julio de 2013, Marty anunció que se retirará del trabajo dia-con-dia en Blueseed y tomará el rol de Presidente del Consejo de Administración.

## Presentaciones
Las primeras presentaciones de televisión fueron en diciembre de 2011, en el programa After the Bell con Liz Claman y David Asman y en el Stossel Show con John Stossel. El 13 de abril de 2012, Marty presentó Blueseed en el TEDx Monterey. Después fue entrevistado por Richard Quest para la CNN International, Melissa Francis for Fox Business and Jeff Glor for CBS This Morning. In November 2011, he spoke on Big Picture Science with Seth Shostak.

## Personal
Marty dice que le gustaría vivir en una sociedad cercana al Minarquismo y que si no estuviera trabajando en Blueseed, ejercería innovación radical pero práctica en educación, telecomunicaciones, realidad aumentada y vestimenta.